# PFDN2
PFDN2‏ (Prefoldin subunit 2) هوَ بروتين يُشَفر بواسطة جين PFDN2 في الإنسان.